# Датэ, Хаято
Хаято Датэ (яп. 伊達 勇登 Датэ Хаято, род. 22 мая 1962) — японский режиссёр аниме и кинофильмов.
Среди наиболее известных работ Хаято Датэ в качестве режиссёра — аниме Tokyo Underground и Vampire Princess Miyu. Но наиболее известен он как режиссёр аниме-сериала «Наруто», являющегося экранизацией одноимённой манги Масаси Кисимото. Менее известна его работа над аниме Bubu Chacha, детским шоу, главным героем которого является одинокий японский мальчик, единственными друзьями которого являются его игрушки, и даже соседская девочка оказывается привидением.

## Фильмография
1997 год
- «Юная революционерка Утэна»
- Flame of Recca
- Vampire Princess Miyu

1998 год
- Record of Lodoss War: Chronicles of the Heroic Knight
- Dennou Sentai Voogie's★Angel Gaiden: Susume! Super★Angels!

1999 год
- «Крутой учитель Онидзука»
- Rerere no Tensai Bakabon

2000 год
- Gensomaden Saiyuki [ТВ]

2001 год
- Gekijouban Gensou Maden Saiyuuki: Requiem
- Kaze no Yojimbo

2002 год
- Tokyo Underground
- Gensou Maden Saiyuuki: Kibou no Zaika
- «Наруто»

2004 год
- «Наруто: Спортивный фестиваль Конохи»

2007 год
- «Наруто: Ураганные хроники»

2017 год
- Konbini Kareshi

2019
- Gunjou no Magmell